# بروكوما (ثيسالونيكي)
بروكوما (Πρόχωμα) هي مدينة في ثيسالونيكي في مقاطعة فوريا إلادا في اليونان.